# 酒匂秀一
酒匂 秀一 （さかわ しゅういち、1887年（明治20年）2月2日 - 1949年（昭和24年）7月23日）は、日本の外交官。ロシア通として知られ、南洋協会理事長等を務めた。

## 人物
駐ポーランド特命全権大使在任中、ナチス・ドイツによるポーランド侵攻を前に、1939年（昭和14年）1月ナチス・ドイツのアドルフ・ヒトラー総統とポーランド外務大臣ユゼフ・ベック大佐の直接会談を実現。ソヴィエト連邦牽制のため、ドイツとポーランドの友好を維持しようとした。
在ソヴィエト連邦大使館一等書記官を務めていた際には、ヨシフ・スターリンによる大粛清を逃れてきた共産党員勝野金政を保護した。

## 略歴
- 1887年（明治20年） - 鹿児島県生まれ。
- 1911年（明治44年） - 東京高等商業学校（のちの一橋大学）専攻部を卒業[3]、長春領事官補。その後鉄嶺、牛荘等在勤。
- 1920年（大正09年） - 外務省通商局第一課長
- 1921年（大正10年） - 外務省通商局管理課長
- 1924年（大正13年） - 外務省通商局第二課長
- 1925年（大正14年） - 在ソヴィエト連邦日本大使館一等書記官
- 1930年（昭和05年） - カルカッタ総領事
- 1936年（昭和11年） - 駐フィンランド特命全権公使
- 1937年（昭和12年） - 駐ポーランド国特命全権大使

## 家族
- 父・酒匂十太郎[4]
- 母・ムラ - 鹿児島・武林善次郞二女[4]
- 妻・イト（1899年生） - 福岡・大塚富士太郎長女[4]
- 長男・孝一（1922年生）[4]
- 娘・俊子（1910年生） - 庶子。東京・草間貢の養女となる。[4]
- 娘・安子（1930年生） - 仏文学者の渡辺一民の前妻[5]。

## 栄典
- 1940年（昭和15年）8月15日 - 紀元二千六百年祝典記念章[6]

## 著書
- 『通商上に於ける日印新關係に就て(經濟研究叢書 ; 第47輯) 』（日本工業倶樂部經濟研究會, 1933年）